# Selawik National Wildlife Refuge
Das Selawik National Wildlife Refuge ist ein 8702 km² großes Schutzgebiet im National Wildlife Refuge System der USA. Es liegt östlich des Kotzebue-Sunds an der Westküste Alaskas und war Teil der Landbrücke Beringia, die bis vor etwa 10.000 Jahren eine Verbindung von Asien nach Nordamerika gebildet hat.
Im Norden des Schutzgebiets befindet sich mit der knapp 1000 km² großen Selawik Wilderness ein Wilderness Area, die strengste Klasse von Naturschutzgebieten der Vereinigten Staaten, in der die menschlichen Eingriffe in die Natur minimal sind. Nördlich des Refuges liegen der Kobuk-Valley-Nationalpark und das Noatak National Preserve.

## Tierwelt

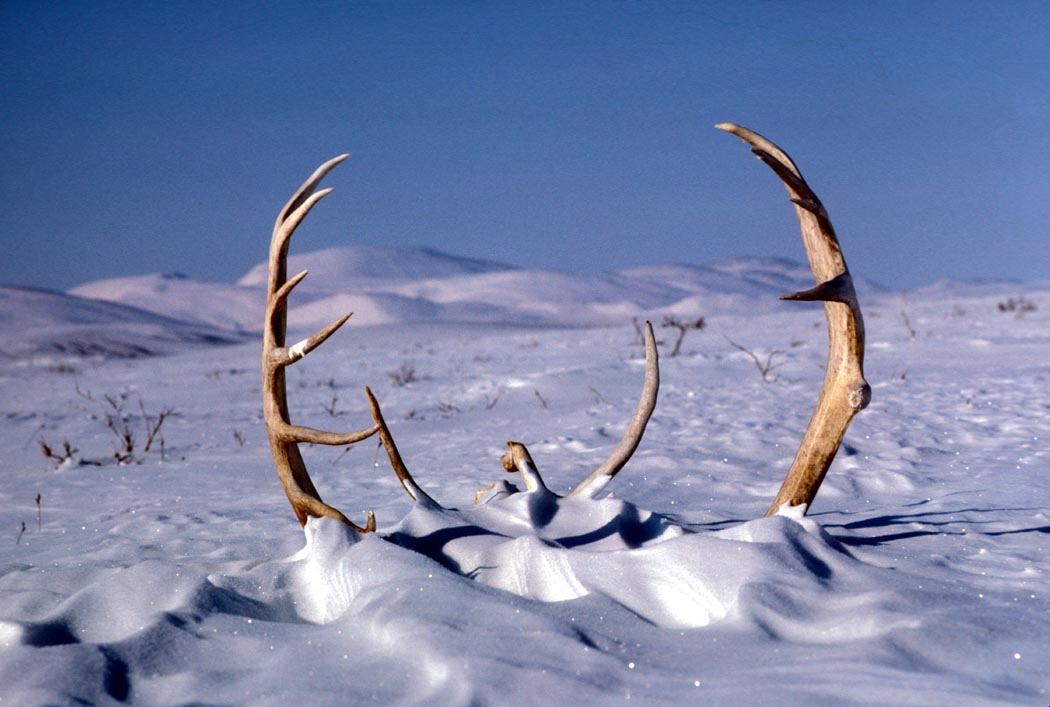
Karibugeweih im Schnee

Die Landschaft des Schutzgebiets besteht zu großen Teilen aus Tundra und Feuchtgebieten. Das Refuge liegt in der Übergangszone von borealen Wäldern zu arktischer Tundra. Die Flüsse Selwawik und Kobuk bilden mit ihrem Delta die Selawik Flats. Die Selawik Hills und die Purcell Mountains im Süden sowie die Waring Mountains im Norden bilden Höhenzüge im Schutzgebiet.
Grizzlys, Schwarzbären, Wölfe, Polarwölfe und Rotfüchse leben ebenso in der Region wie Elche und Moschusochsen.  Die Karibuherde Western Arctic zieht auf ihren Wanderungen durch das Gebiet.
Das Selawik National Wildlife Refuge bietet Lebensraum für viele Zug- und Seevögel. Blässgänse und Pfeifschwäne nutzen den kurzen arktischen Sommer zur Aufzucht ihrer Jungen. Im Frühjahr treffen Kanadakraniche in den Sumpf- und Feuchtgebieten des Schutzgebiets ein. Auch Singvögel wie Schafstelze, Goldwaldsänger oder Dachsammer brüten in der Region.

## Geschichte

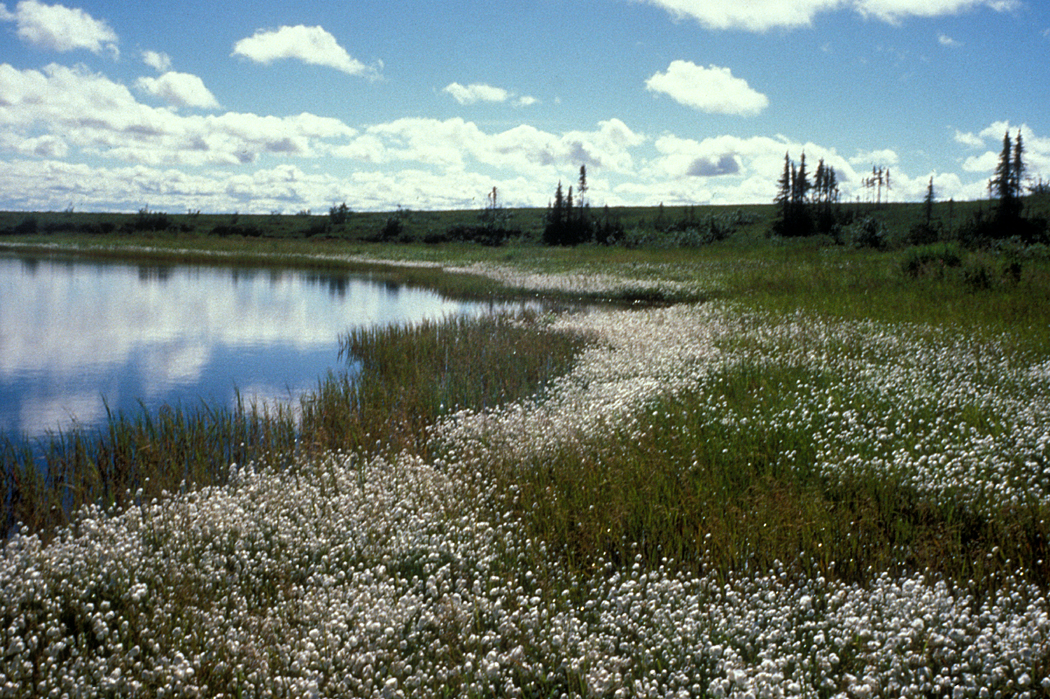
Wollgras im Selawik NWR

Der Nordwesten Alaskas spielte eine große Rolle in der Geschichte der Ureinwohner, die dort eine vielfältige Kultur entwickelten. Die Inupiat lebten über Jahrtausende als Jäger und Sammler in der Gegend des heutigen Schutzgebiets.
Bis ins späte 19. Jahrhundert blieben die Inupiat weitgehend unberührt von westlichen Einflüssen und der Entwicklung des nordamerikanischen Kontinents. Nur langsam bildeten sich Siedlungen um von Missionaren gegründete Kirchen und Schulen. Die Ortschaft Selawik entstand 1908.
Erst mit dem Goldrausch in Nome 1899 brachte hunderte Goldsucher an den Noatak und den Kobuk River und rückte die Region ins Blickfeld der Allgemeinheit.

Das Refuge wurde 1980 im Rahmen des Alaska National Interest Lands Conservation Acts gegründet und untersteht der Verwaltung des United States Fish and Wildlife Services. Es wird von der Weltnaturschutzunion in der Kategorie IV (Biotop- und Artenschutzgebiet) geführt.